# Arcanum (album)
Arcanum è un album in studio del gruppo musicale britannico Acoustic Alchemy, pubblicato nel 1996.

## Il disco
Il disco contiene dodici tracce, tre delle quali nuove (Columbia, Chance Meeting e Something She Said), mentre le altre sono brani già editi ri-registrati per l'occasione.
Il disco è stato registrato a Londra presso i Pinewood Studios.

## Tracce
1. Columbia
2. Homecoming
3. Chance Meeting
4. Lazeez
5. Mr. Chow
6. Same Road, Same Reason
7. Casino
8. Something She Said
9. Jamaica Heartbeat
10. Catalina Kiss
11. Reference Point
12. Hearts in Chains